# Andrej Kollár
Andrej Kollár (ur. 12 stycznia 1977) – były słowacki hokeista, reprezentant Słowacji.
Od 2011 roku menadżer generalny w HC Dukla Trenczyn.

## Kariera
- VTJ Topolczany (1995–2000)
- HK ŠKP Poprad (2000–2001)
- Slovan Bratysława (2001–2002)
- HK ŠKP Poprad (2002–2003)
- HK 36 Skalica (2003–2004)
- HK Nitra (2004–2006)
- HC Dukla Trenczyn (2006–2008)
  -  HK 95 Považská Bystrica (2006)
- PSG Zlín (2008–2010)
- HC Dukla Trenczyn (2010–2011)
  -  HK Nitra (2010–2011)

W reprezentacji Słowacji rozegrał 26 spotkań i strzelił 7 goli.